# Rhipha subflamens
Rhipha subflamens är en fjärilsart som beskrevs av Rothschild 1909. Rhipha subflamens ingår i släktet Rhipha och familjen björnspinnare. Inga underarter finns listade.